# Cristina Fernández Pereda
Cristina Fernández Pereda (podria ser que el segon cognom fos Pereira i hagués estat transcrit erròniament en el consell de guerra) (Villasinde, Vega de Valcarce, comarca d'El Bierzo, Lleó, 1900 – Sant Adrià de Besòs, Barcelonès, 13 de maig de 1939) fou una de les dotze dones de la Presó de les Corts executades al Camp de la Bota pel règim franquista.
A les acaballes de la Guerra Civil, el 26 de gener de 1939 les tropes franquistes ocuparen Barcelona i a partir d'aquell moment, la repressió contra els vençuts es convertí en una revenja d'estat.

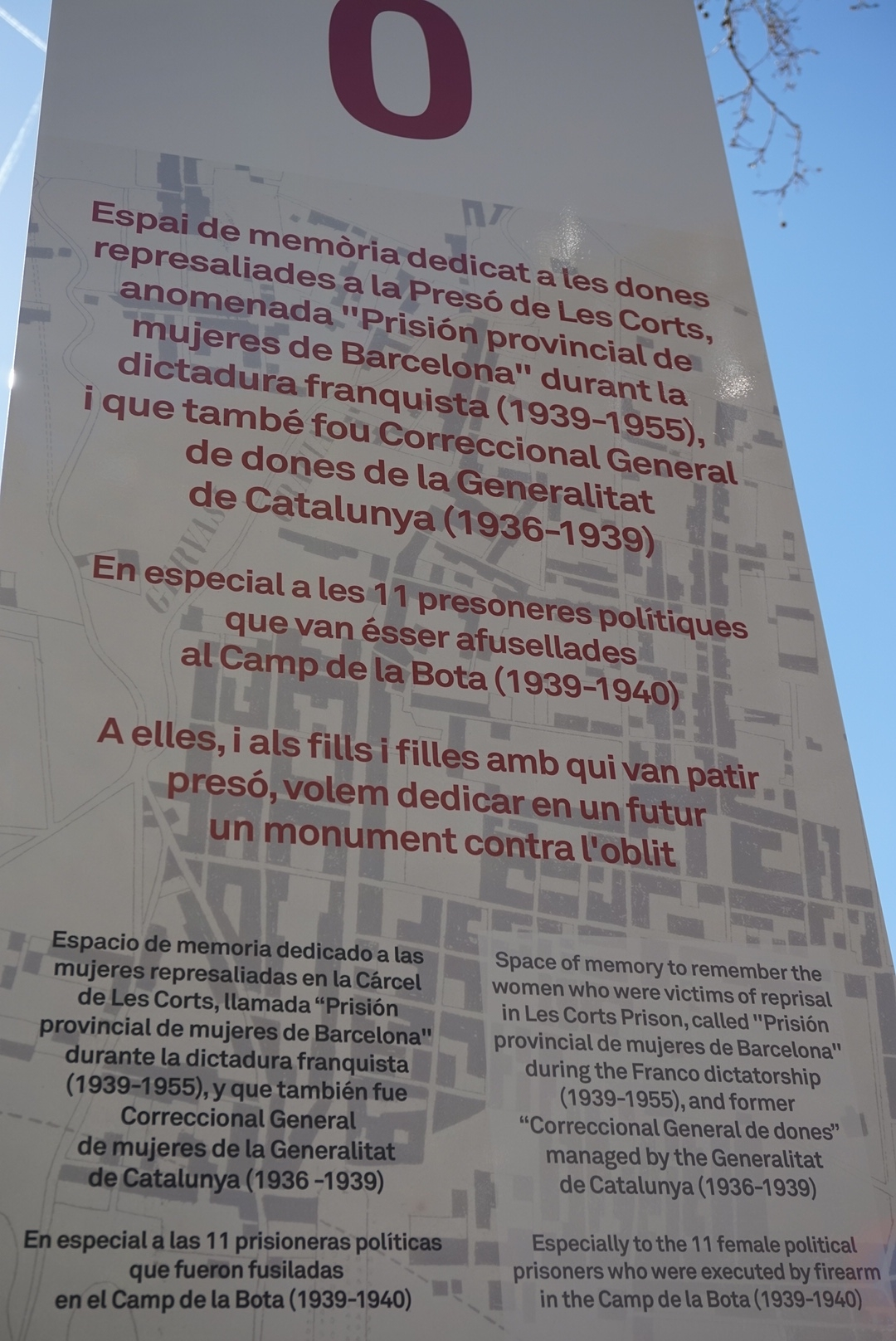
Cartell informatiu en el memorial a la Presó de Dones de les Corts, en especial a les dones afusellades al Camp de la Bota, al 1939

Cristina Fernández treballava de portera, una professió que va ser especialment perseguida en acabar la Guerra Civil; molts porters i porteres van ser acusats d'haver col·laborat amb el govern de la República en la identificació de quintacolumnistes i emboscats; de les més de 3.200 dones que van ingressar a la Presó de Les Corts durant els sis primers mesos de postguerra, cent-vuit eren porteres. Fernández era portera a la finca número 163 del carrer Tamarit, a l'Eixample barceloní i fou denunciada per l'amo de la casa i alguns veïns. Fou detinguda el 5 de març i el 10 de març del 1939 ingressà a la Presó de Dones de les Corts, després d'haver passat per la Presó Model. El 12 d'abril fou sotmesa a un consell de guerra amb tretze persones més entre les quals hi havia el seu marit, Baltasar Paz, i dotze persones més. Fou acusada d'haver denunciat com a feixista el propietari de la finca on ella exercia de portera i altres persones. Ella ho negà i afirmà que, si el propietari era viu, era perquè ella intercedí per ell tot i que, quan anaren a registrar-lo, ella, com a portera, hagués dir on vivia; i afegí que en aquell registre li trobaren una pistola. La seva declaració no va servir de res; el seu marit, acusat d'haver lluitat en la defensa de Madrid, fou condemnat inicialment a vint anys de presó, i ella a la pena capital. Fou afusellada al Camp de la Bota la matinada del 13 de maig de 1939 juntament amb quinze persones més.
La novel·la Puerta a ningún sitio, editada en novembre de 2021, recull les circumstàncies que van donar lloc a l'execució de Cristina Fernández. Segons l'autora i l'autor, la seva identitat correcta és Cristina Fernández Pereira, però va ser tergiversada al sumaríssim del seu consell de guerra.
El 15 de desembre de 2022, la Ponència del Nomenclàtor de l'Ajuntament de Barcelona va aprovar donar el nom de «Jardí de Cristina Fernández Pereira» a l'interior d'illa on hi havia hagut el cinema Urgell, al barri de Sant Antoni.